# Nivel de zbor

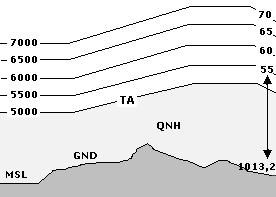
Niveluri de zbor. Sub TA se aplică QNH, deasupra QNE.

Un nivel de zbor (engleză flight level – FL) este o suprafață de presiune atmosferică constantă care este raportată la o suprafață de referință de presiune specifică, 1013,2 hPa, și care este despărțită de alte asemenea suprafețe prin intervale de presiune specifice. Presiunea nivelului este calculată pe baza formulelor atmosferei standard astfel că acest nivel nu este necesar să fie adevărata altitudine a aeronavei deasupra nivelului mării sau al solului.

## Descriere
Altitudinea se măsoară cu altimetrul, care este în principiu un barometru calibrat. Altimetrul măsoară presiunea statică a aerului, care descrește cu creșterea altitudinii conform atmosferei standard. Indicațiile altimetrului depind de presiunea de referință la care este calat (există un buton pentru asta). Un altimetru barometric calibrat în conformitate cu atmosfera standard:
- Va indica altitudinea atunci când este calat pe QNH (engleză Q Nautical Height), unde „Q” este codul radio folosit în aviație pentru „presiune atmosferică”. QNH reprezintă presiunea la nivelul mării.
- Va indica înălțimea deasupra unui element referit prin QFE atunci când este calat pe QFE (engleză Q at Field Elevation). QFE reprezintă presiunea la pragul pistei (la altitudinea aerodromului). Calarea pe QFE este folosită în procedurile de decolare și aterizare.
- Poate fi utilizat pentru a indica nivelurile de zbor atunci când este calat pe QNE, adică pe presiunea standard 1013,2 hPa.

Altitudinea indicată depinde de presiunea de calare. Toate aeronavele care zboară în zonă trebuie să aibă altimetrele calate pe aceeași presiune, altfel se poate întâmpla situația ca unele să fie la aceeași altitudine (risc de coliziune) deși altimetrele lor indică altitudini diferite. Cunoscând QNH se poate obține o informație destul de precisă privind altitudinea. Când această precizie nu mai este așa de importantă, practic deasupra unei altitudini suficient de mare, numită altitudine de tranziție (engleză transition altitude – TA), se trece de la controlul poziției verticale după altitudini la controlul după nivelul de zbor, iar piloții își calează altimetrele pe QNE. Zburând la niveluri diferite riscul de coliziune este eliminat.
Nu este neapărat nevoie ca zborul să fie la altitudine constantă, el poate fi executat la niveluri de presiune constantă. Acest mod de zbor are avantajul că permite avioanelor să zboare constant la presiuni la care performanțele motoarelor lor sunt optime, ceea ce duce la economii de combustibil. Noțiunea de nivel de zbor rezolvă și acest aspect.

## Niveluri de zbor
Un nivel de zbor (FL) este un număr care reprezintă altitudinea conform presiunii, în sute de picioare (ft). Cele destinate traficului sunt multipli de 5, astfel că ultima cifră a acestora este 0 sau 5. De exemplu altitudinea de 29 000 ft este nivelul FL290, unde cifrele se pronunță una câte una. Zborul aeronavelor la niveluri diferite multipli de 5 asigură o separare pe verticală a acestora de cel puțin 150 m.
Folosirea nivelurilor de zbor se face după următoarele reguli:
Până la nivelul 280
- Zborurile IFR utilizează nivelurile care se termină cu cifra 0: 10, 20, 30 etc.
- Zborurile VFR utilizează nivelurile care se termină cu cifra 5: 35, 45, 55 etc.

În funcție de cifra zecilor, nivelurile sunt împărțite în niveluri impare și niveluri pare. Sunt perechi impare nivelurile (30, 35), (50, 55), (70, 75) etc. Sunt perechi pare nivelurile (40, 45), (60, 65), (80, 85) etc.
Peste nivelul 280 toate zborurile folosesc niveluri care se termină cu cifra 0.
- Zborurile IFR utilizează nivelurile 290, 310, 330, 350 etc.
- Zborurile VFR utilizează nivelurile 300, 320, 340, 360 etc.

Sunt considerate perechi impare nivelurile (290, 300), (330, 340), (370, 380) etc. Sunt perechi pare nivelurile (310, 320), (350, 360), (390, 400) etc.
Nivelurile impare se folosesc când aeronava urmează un drum de la 0° la 179° (spre Est), iar cele pare pentru drumuri de la 180° la 359° (spre Vest). În cazuri regionale, justificate, în funcție de traficul majoritar în zonă, distribuirea nivelurilor pare și impare se poate face și pe relația Nord-Sud.
Prin acestă eșalonare se asigură o separare pe verticală suficientă a aeronavelor care zboară la niveluri diferite, în direcții diferite, indiferent că unele zboară după IFR, iar altele după VFR.
Autoritățile care furnizează serviciile de trafic aerian (engleză Air Traffic Services – ATS) pot autoriza (engleză clairance) aeronavele să se abată de la aceste reguli.